# Nelli Kameneva
Nelli Kameneva (n. 19 octombrie 1931, Uman, URSS – d. 18 februarie 2007, Chișinău, Republica Moldova) a fost o actriță moldoveancă de origine rusă.

## Activitate
A absolvit Institutul de Artă Teatrală din Kiev în anul 1953. În același an debutează la Teatrul Rus „Anton Cehov” din Chișinău. A jucat de atunci 160 de roluri, printre care:
- Nastenka în Întâia primăvară de Galina Nikolaeva
- Marat în Mama copiilor săi de Aleksandr Afinoghenov
- Kolontai în Bolșevicii de Mihail Șatrov
- bătrâna Tankabike în În noaptea eclipsei de Mustai Karim
- regina Elisabeta în Maria Stuart de Friedrich Schiller
- bunica în O pisică pe acoperișul încins de Tennessee Williams
- Arcadina în Pescărușul de Anton Cehov

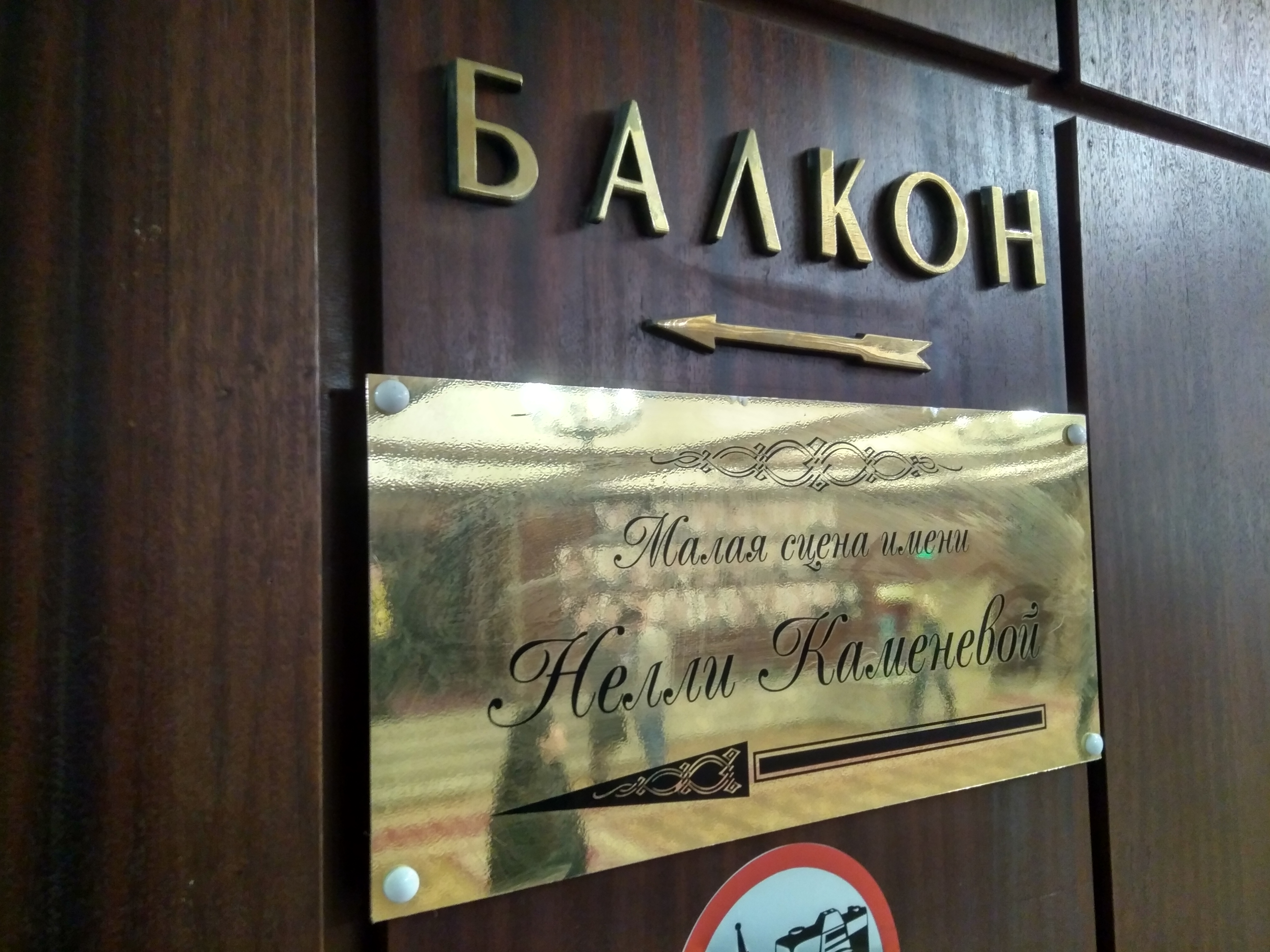
Panou în incinta Teatrului „Anton Cehov”, care conduce spre Sala mică a teatrului, numită în memoria actriței

Rolurile sale evidențiau caracterul puternic, social activ al femeii. Nelli Kameneva a fost directoare artistică a Teatrului Național Dramatic Rus „Anton Cehov” din Chișinău în 1991-1994. În 1959, a câștigat un concurs de declamatori. A obținut o diplomă la Festivalul de muzică și cântece evreiești de la Birobidjan, 1990. A mai primit următoarele distincții:
- Artistă Emerită din RSSM (1965)
- Artistă a Poporului din RSSM (1982)
- Ordinul „Insigna de Onoare”
- Medalia „Meritul civic” (1994)

Actrița a decedat pe scenă în timpul unui spectacol. S-a întâmplat la 18 februarie 2007, pe scena Teatrului Cehov, în timp ce juca în spectacolul Prea multă minte strică de Aleksandr Griboedov. Actrița era așezată într-un jilț; la un moment dat ea s-a clătinat și a căzut pe podea. Medicii de la salvare nu au putut-o resuscita.
La doi ani de la moartea actriței, scena mică a teatrului a fost numită în memoria sa, iar în incinta teatrului a fost inaugurat un panou comemorativ cu numele ei.